# De vuelta y vuelta
De vuelta y vuelta es el tercer álbum del grupo Jarabe de Palo que salió a la venta en el año 2001. En este nuevo trabajo de la banda barcelonesa, tras cinco años de intensa actividad, Pau Donés pretende dar una nueva personalidad a su música, sacudiéndose de encima el éxito obtenido, que en ocasiones llegó a provocar que el cantautor se sintiera "de vuelta de todo", según confesó en alguna entrevista. De ahí el título de esta tercera entrega de Jarabe de Palo, un puñado de canciones que tenían que ver con el estado de ánimo de su autor que suponen un trabajo más personal y renunciando al éxito fácil a rebufo de sus anteriores álbumes.
Para lograr su objetivo, Donés tuvo que convencer a la discográfica de las virtudes de sus nuevos temas y utilizar todas sus virtudes adquiridas como publicista para vender su producto. 
El álbum fue grabado en los estudios Music Lan, en Avinyonet de Puigventós (Girona), durante los meses de octubre y noviembre del año 2000, contando con la producción del prestigioso Joe Dworniak. Los temas mezclan el rock con sonidos aflamencados y cuenta con las colaboraciones de Antonio Vega, Jovanotti y Vico C. En el primer videoclip del álbum aparecía Pau Donés afeitándose la cabeza.

## Lista de canciones
1. De vuelta y vuelta (5:44)
2. Tiempo (ft. Vico C & Jovanotti) (4:43)
3. En lo puro no hay futuro (3:25)
4. Dos días en la vida (5:21)
5. La luz de tu corazón (4:18)
6. Completo incompleto (ft. Antonio Vega) (3:18)
7. Cara de azul (3:49)
8. Agustito con la vida (3:21)
9. De los libros (no se aprende) (3:09)
10. Viaje para locos (4:23)
11. Mama (7:48)

## Sencillos
- De vuelta y vuelta
- Tiempo
- Dos días en la vida
- Completo incompleto
- En lo puro no hay futuro